# Rio Cireşeni
O Rio Cireşeni é um rio da Romênia, afluente do Târnava, localizado no distrito de Harghita.